# علجان
عَلَجَان أو عَلَج (الاسم العلمي: Arundinaria)، وتُعرف باسم الخيزران، جنس نباتات خيزرانية من فصيلة النجيلية.
لقد نوقشت مسألة أنواع الخيزران التي يجب تضمينها في علجان لسنوات عديدة. تؤكد بعض المراجع أنه يجب تضمين أنواع أمريكا الشمالية فقط، في حين أن البعض الآخر يُضمن الأنواع الآسيوية التي تعتبر أعضاء من أجناس أخرى (Bashania ، Oligostachyum ، Sarocalamus ، Fargesia ، Sasa ، إلخ).